# Vojdan Stojanovski
Vojdan Stojanovski, (en macédonien : Војдан Стојановски), né le 9 décembre 1987 à Skopje en Yougoslavie, est un joueur macédonien de basket-ball. Il évolue au poste d'arrière. Il est le frère du basketteur Damjan Stojanovski. 

## Biographie
En janvier 2015, Stojanovski signe un contrat avec le Bàsquet Club Andorra, club andorran évoluant en première division espagnole.
Lors de la saison 2014-2015 de la Liga ACB, Stojanovski est nommé meilleur joueur de la Liga lors de la 22e journée, ex æquo avec Rudy Fernández.